# Gouvernement Finland
Het gouvernement Finland (Russisch: Финляндская  губерния, Finljandskaja goebernija) was een gouvernement (goebernija) binnen het keizerrijk Rusland. Het bestond van 1802 tot 1811. Het gouvernement ontstond door een oekaze van tsaar Alexander I van Rusland die het uit het gouvernement Vyborg creëerde. Bij de Vrede van Fredrikshamn, die een eind maakte aan de Finse Oorlog van 1808 tot 1809, werden de gebieden van Finland, Aland en Oost-Botnië, de gebieden rond Tornio en Muopio tot het grootvorstendom Finland. 